# Lurate Caccivio
Lurate Caccivio là một đô thị ở tỉnh Como trong vùng Lombardia, có cự ly khoảng 35 kilômét (22 mi) về phía tây bắc của Milano và khoảng 9 kilômét (6 mi) về phía tây nam của Como. Tại thời điểm ngày 31 tháng 12 năm 2004, đô thị này có dân số 10.028 người và diện tích là 5,9 km².
Đô thị Lurate Caccivio có các frazioni (các đơn vị trực thuộc, chủ yếu là các làng) Lurate, Caccivio, và Castello.
Lurate Caccivio giáp các đô thị: Appiano Gentile, Beregazzo con Figliaro, Bulgarograsso, Gironico, Olgiate Comasco, Oltrona di San Mamette, Villa Guardia.